# 朴慶完
朴 慶完（パク・キョンワン）は、外国人タレント、韓国語翻訳家。

## 人物
在日韓国人3世で東京都在住。韓国系航空会社、自動車メーカー、機関などでの勤務を経て、韓国語翻訳、放送通訳、ナレーターとして活躍。
一時外国人タレントとしてテレビドラマや映画の俳優、声優（『もえがく★5』など）としても活動。
独島（日本名：竹島）を在日韓国人としては初めて頂上まで登頂し、その画像をFACEBOOKなどに発表。